# ジェンナー研究所
ジェンナー研究所 （ジェンナーけんきゅうじょ、英：The Jenner Institute ）は、
イギリスの医療研究機関。ロンドンの北西、オックスフォードシャーの州都オックスフォード東部のヘディントンにある。名称は、「近代免疫学の父」エドワード・ジェンナーにちなむ。

## 概要
ジェンナー研究所は、2005年11月にオックスフォード大学とアニマルヘルス研究所の協力により設立された研究機関であり、ワクチン開発に取組むほか、マラリア、結核、エボラ出血熱、MERSコロナウイルスなどの治験も行っている。また、オックスフォード大学医学部にあるナッフィールド医学科（Nuffield Department of Medicine ）の関係機関であり、ジェンナー・ワクチン財団（Jenner Vaccine Foundation ）から慈善的サポートを受けている。現所長は、エイドリアン・V・S・ヒル教授である。
2020年、ジェンナー研究所は、イギリス政府の支援を受けたプロジェクトにおいて、オックスフォード＝アストラゼネカCOVID-19ワクチン「AZD1222」の開発に成功した。COVID-19ワクチンの開発にあたっては、研究開発面ではイタリアのアドベント社（IRBMグループの一部）と、製造面ではドイツのメルク・グループと共同して取り組んだ。開発には、イギリス人ワクチン学者であるセーラ・ギルバートが、指導的な科学者のひとりとして携わっている。
研究所の名称の由来となったエドワード・ジェンナーは、イギリスの医学者である。予防接種に先鞭をつけた人物でもあり、種痘の発展に大きく貢献した。